# Ioannis Varvakis
Ioannis Varvakis (griego: Ιωάννης Βαρβάκης; 1745-1825), también conocido como Iván Andreevich Varvatsi (ruso: Иван Андреевич Варваци), fue un corsario griego, benefactor y miembro de la Filiki Eteria.

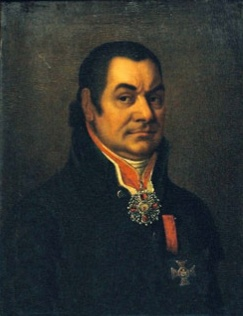
Ioannis varvakis

## Orígenes, primeros años de vida
Ioannis nació en la isla griega de Psará, hijo de Andreas Leontis y Maria Moros. Más tarde, su madre se recluyó en un monasterio de la isla de Quíos, donde murió durante la masacre de Quíos en 1822. Su verdadero nombre era Ioannis Leontides (griego: Ιωάννης Λεοντίδης); Varvakis fue el apodo que recibió durante su infancia debido a sus imponentes ojos, similares a los de un ave rapaz que vive en la isla de Psara y se conoce como varvaki (βαρβάκι, halcón de Eleonora).

## Héroe de la revuelta de Orlov
Varvakis era un cristiano griego ortodoxo que se convirtió en un hábil marinero a los 17 años y construyó un barco, el San Andrés, que más tarde ofreció (con su tripulación) a las fuerzas rusas durante la guerra ruso-turca, 1768-1774. Gastó toda su fortuna en equipar el barco y armarlo con cañones y demostró un valor extraordinario durante la batalla de Chesma (en turco: Česhme) en julio de 1770. Su jabeque fue transformado en un barco incendiario, cargado de combustibles, incendiado y dirigido contra un gran navío turco. Pero la guerra no dio la independencia a Grecia, ya que el sultán otomano firmó la paz mediante el Tratado de Kuçuk Kainarji en 1774, que concedía a Rusia la parte norte del Mar Negro. Por otra parte, esta guerra provocó un éxodo masivo de griegos a Rusia.

## Al servicio de Catalina la Grande

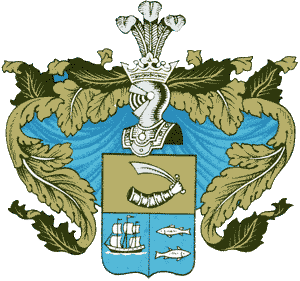
Escudo de armas de Varvakis.

Sin dinero en el bolsillo, Ioannis Varvakis decidió buscar una audiencia con Catalina II de Rusia ("Catalina la Grande"). Se dirigió a San Petersburgo, donde se entrevistó con Grigori Alexandrovich Potemkin, general-mariscal de campo ruso, estadista y favorito de Catalina II la Grande, quien concertó la audiencia con la Emperatriz de Rusia. Catalina II la Grande fue especialmente generosa al obsequiar a Varvakis con 1.000 rublos de oro y una autorización para pescar en el mar Caspio de forma ilimitada y libre de impuestos, así como el derecho a elegir un lugar para establecerse en Rusia. También recibió una patente oficial firmada por Catalina la Grande, que probaba que Iván Andreevich Varvatsi (su nuevo nombre ruso) había sido nombrado primer teniente de la Armada Imperial Rusa el 21 de octubre de 1772.

## Varvakis en Astracán

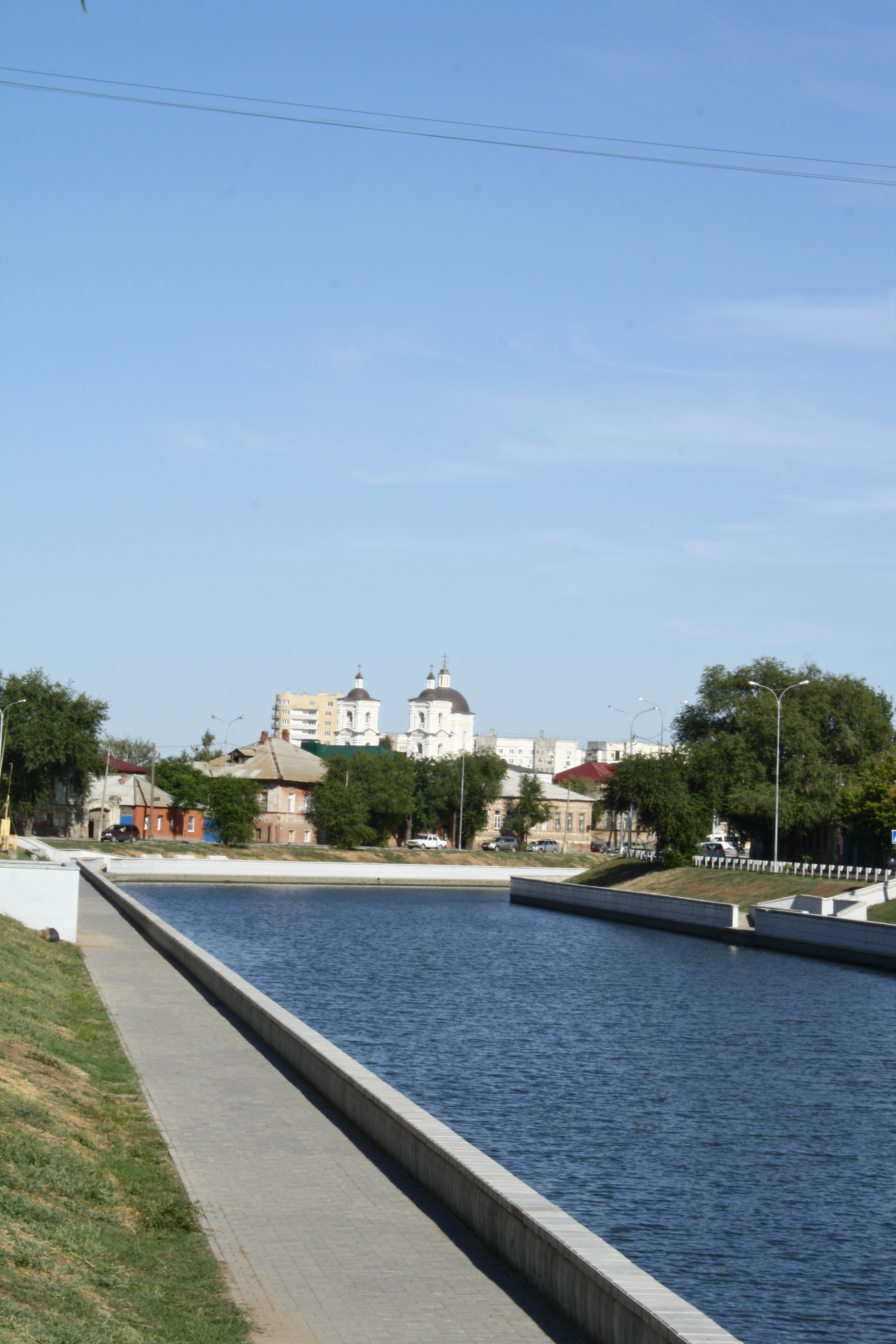
Astracán, "Canal del 1 de mayo"

De San Petersburgo partió a Astracán para desarrollar una pesquería, aunque no tenía experiencia. En el norte del mar Caspio, su empresa pesquera le hizo millonario. Los barcos de Varvakis capturaban esturiones, salmones blancos y otros peces valiosos. Conociendo la pasión de los griegos por el caviar, intentó organizar la exportación de caviar a Europa. Inventó una solución para preservar la frescura de las huevas de caviar durante su transporte en barco. Fabricó cajas de madera, que no causaban alteraciones en las preciadas huevas, eran absolutamente impermeables y así se mantenían en muy buen estado. Hasta entonces, el caviar se conservaba en cuevas. Varvakis transportaba el caviar de Astracán a Grecia en camello o en barco a través del río Volga. En 1788, el negocio de Varvakis empleaba a más de 3.000 trabajadores.
En 1810-17, Ioannis Varvakis financió la construcción retrasada del canal que unía el Volga con su brazo Kutum. El canal, que inicialmente se construyó como «Astracansky», fue rebautizado por decreto de 31 de diciembre de 1817 como «Varvatsievski». Tras la revolución rusa, pasó a llamarse «Canal del 1 de Mayo».

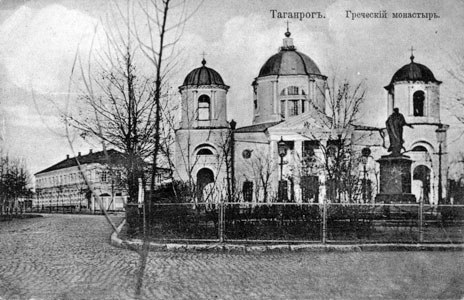
El monasterio griego de Taganrog, donde se cantó el funeral de Alejandro I de Rusia en 1825.

En 1810, Alejandro I de Rusia concedió a Varvakis el título de noble hereditario con escudo de armas familiar, le nombró consejero de la Corte y le condecoró con la Orden de Santa Ana de diamantes, concedida por servicios excepcionales, y con la Orden de San Vladimir.
En 1812, se trasladó a la ciudad de Taganrog, poblada por colonos griegos que, al igual que los griegos de la época clásica, se refugiaban de la pobreza o la tiranía en municipios situados en torno al norte del Mar Negro y el Mar de Azov. En 1813, Iván Varvatsi gastó 600.000 rublos en la construcción del monasterio griego de Jerusalén (Иерусалимский греческий монастырь) en Taganrog. Cuando Alejandro I murió en Taganrog en 1825, el servicio fúnebre por el zar ruso se cantó en este monasterio.

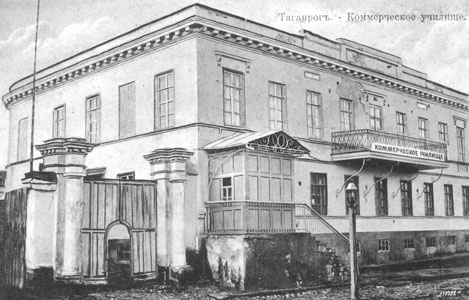
La mansión de Iván Varvatsi en Taganrog.

La mansión de Varvatsi en Taganrog sufrió grandes daños durante el sitio de Taganrog en la guerra de Crimea. Las paredes se llenaron de balas de cañón y de fusil, y quedaron en ese estado. El edificio recibió el apodo de "casa con balas"(дом с пулями).

## Regreso a Grecia
Ioannis Varvakis ayudó activamente a los griegos durante la Revolución Griega, especialmente en su isla natal de Psara. Tras la destrucción de la isla por la flota turca, él mismo regresó a Grecia en 1824 para ayudar a los refugiados, y murió en Zakynthos el 10 de enero de 1825. Varvakis deseaba promover la educación en el nuevo Estado griego, y en su testamento dejó un millón de rublos para la construcción de un instituto de enseñanza secundaria, que recibió el nombre de Varvakeio (Βαρβάκειον Λύκειον) en su honor. Varvakis también financió la construcción del mercado cerrado de Atenas, el Ágora de Varvakeios.

## Descendientes
La descendencia del noble apellido Varvakis continuó por línea femenina. Su primera hija, Maria Varvakis, nacida en 1770, se casó con el comerciante griego Nikolay Ivanovich Komnino. Como no tenía hijos varones, y deseoso de preservar su nombre para las generaciones futuras, Ioannis Varvakis dirigió a su mecenas, Catalina la Grande, una petición para que permitiera a su hija Maria tener un apellido doble, es decir, el apellido de Varvakis, su padre, y el de su marido, Komnino. Catalina II accedió a su petición, creando la familia noble de Komnino-Varvatsi (Комнино-Варваци). Todos los hijos de Maria y Nikolay Komnino-Varvatsi (Ivan, Yegor, Mark, Kozma y Andrey) recibieron títulos nobiliarios por decreto del Gobierno de Yekaterinoslav de 25 de abril de 1821, en homenaje a los logros y contribuciones de su abuelo, Ioannis Varvakis. Más tarde, sus descendientes se casaron con otras familias greco-rusas, entre ellas la familia Sarandinaki de Taganrog. A través de la familia Sarandinaki, los descendientes de Varvakis también estuvieron emparentados con la familia greco-rusa Motsenigo (Mocenigo o Mochenigo).
Las tumbas de Maria y Nadezhda Komnino-Varvatsi se encuentran en el antiguo cementerio de Taganrog, cerca de la iglesia de Todos los Santos.

## Legado

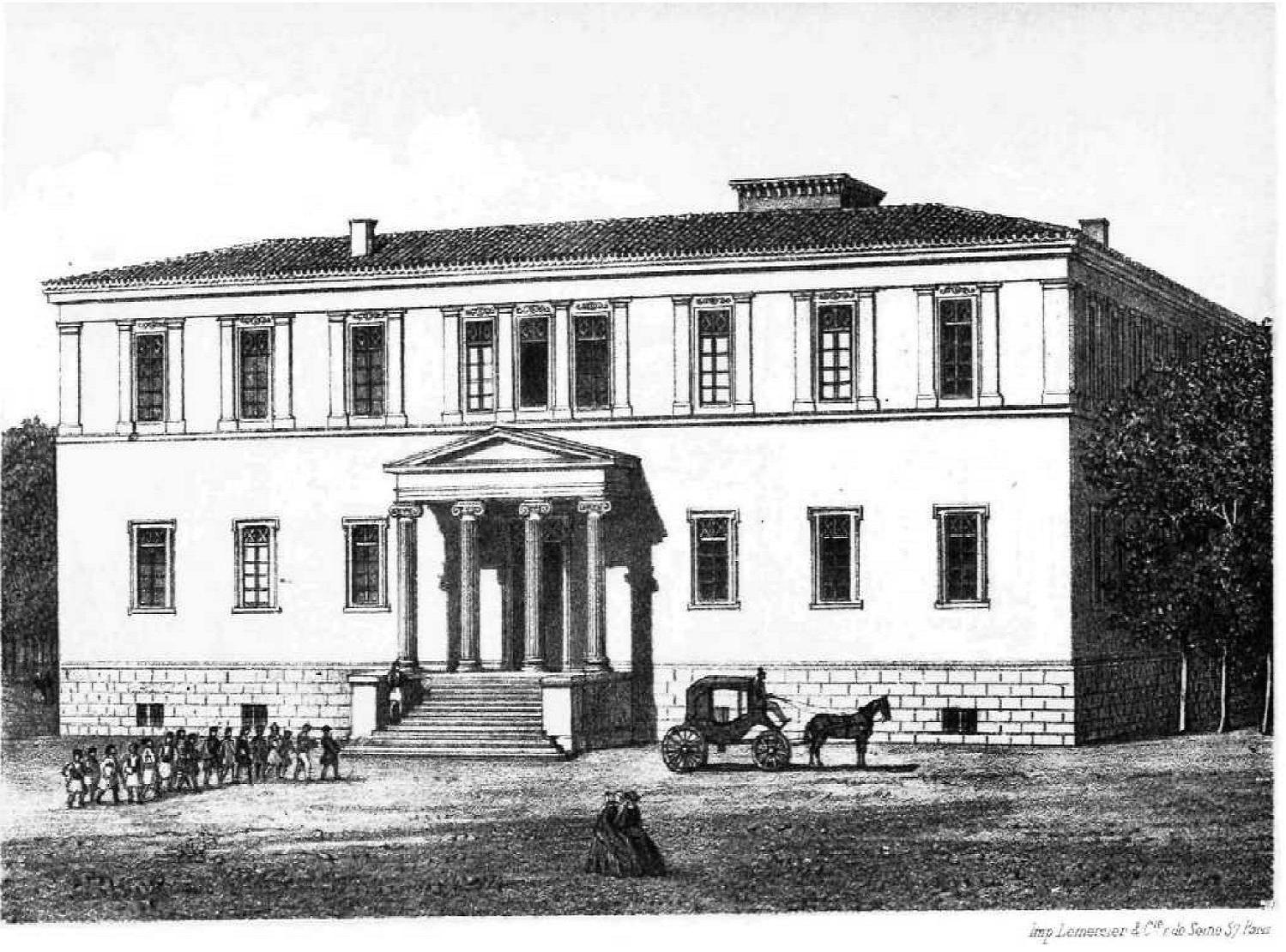
La escuela Varvakeio en 1867.

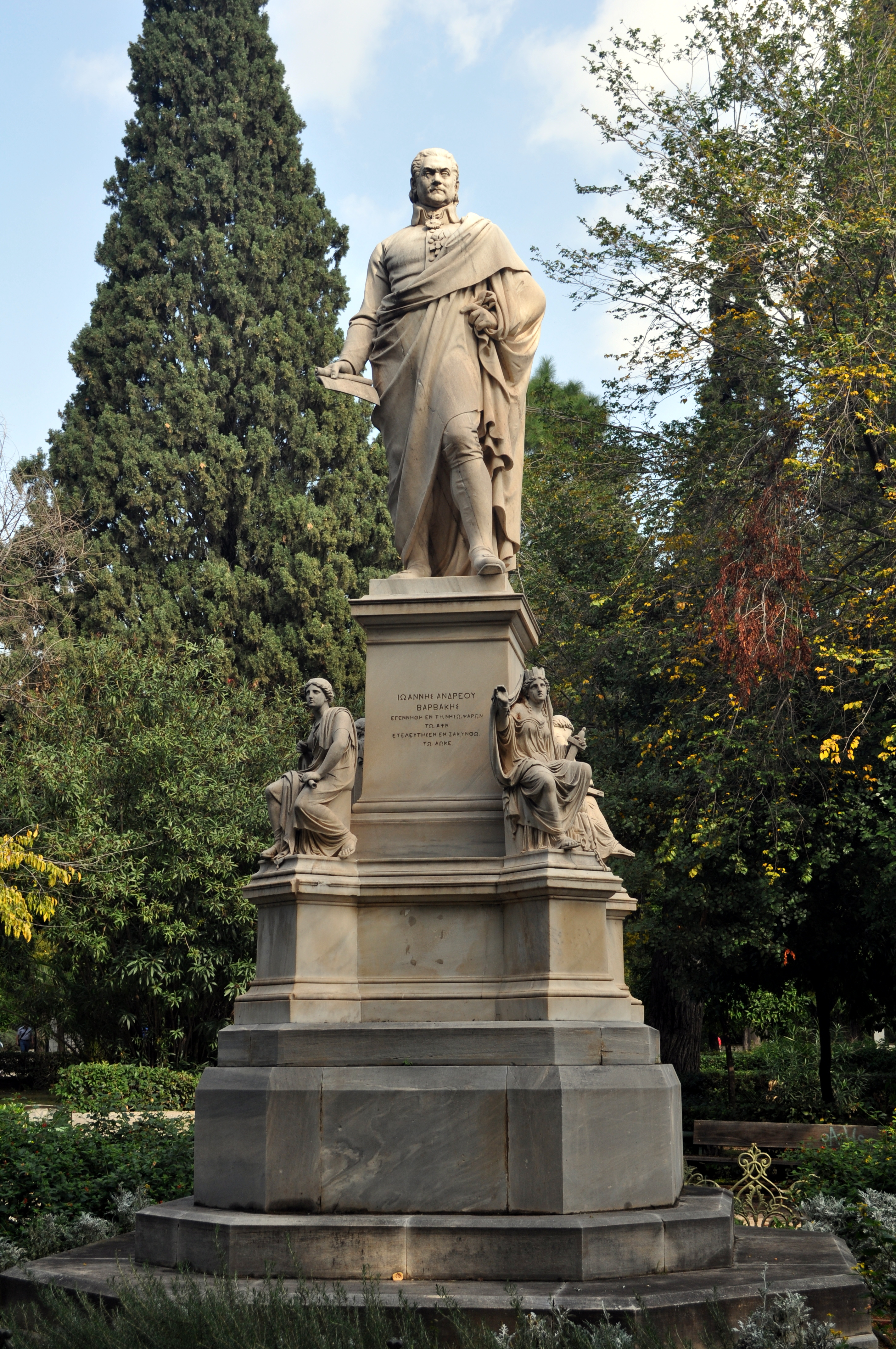
Estatua en Atenas de Leonidas Drosis

En el siglo XIX, una de las calles de Taganrog recibió el nombre de Varvatsi (Варвациевский переулок). En la década de 1920 se rebautizó con el nombre del poeta Mijaíl Lermontov.
En 2012 se inauguró un monumento dedicado a Varvakis en la ciudad de Astracán.
El director Yannis Smaragdis dirigió una película (God Loves Caviar) dedicada a la vida de Ioannis Varvakis y su invento para el transporte de huevos de caviar. El actor alemán Sebastian Koch encarnó a Ioannis Varvakis. La película, una coproducción de Grecia, Rusia y España, se estrenó en 2012. Sin embargo, la película contiene importantes inexactitudes históricas, como mostrar al emperador Pablo I gobernando en la época de la revolución griega de 1821. (En realidad, había sido asesinado 20 años antes de esos acontecimientos).
En la cultura popular
Película “El Pirata” de 2012